# Molenbeek-Bollaak

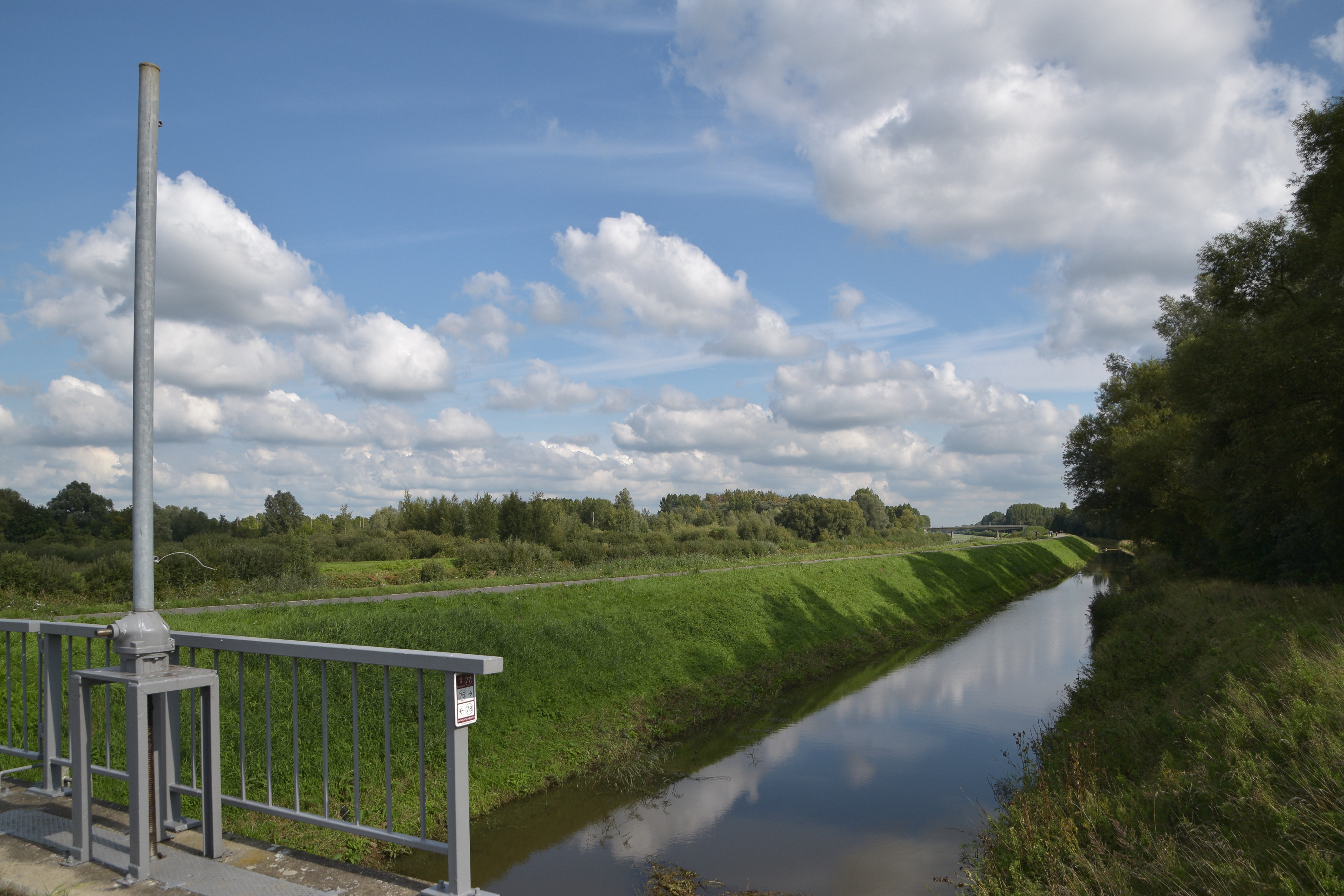
Vlak voor de samenvloeiing met de Kleine Nete in Emblem

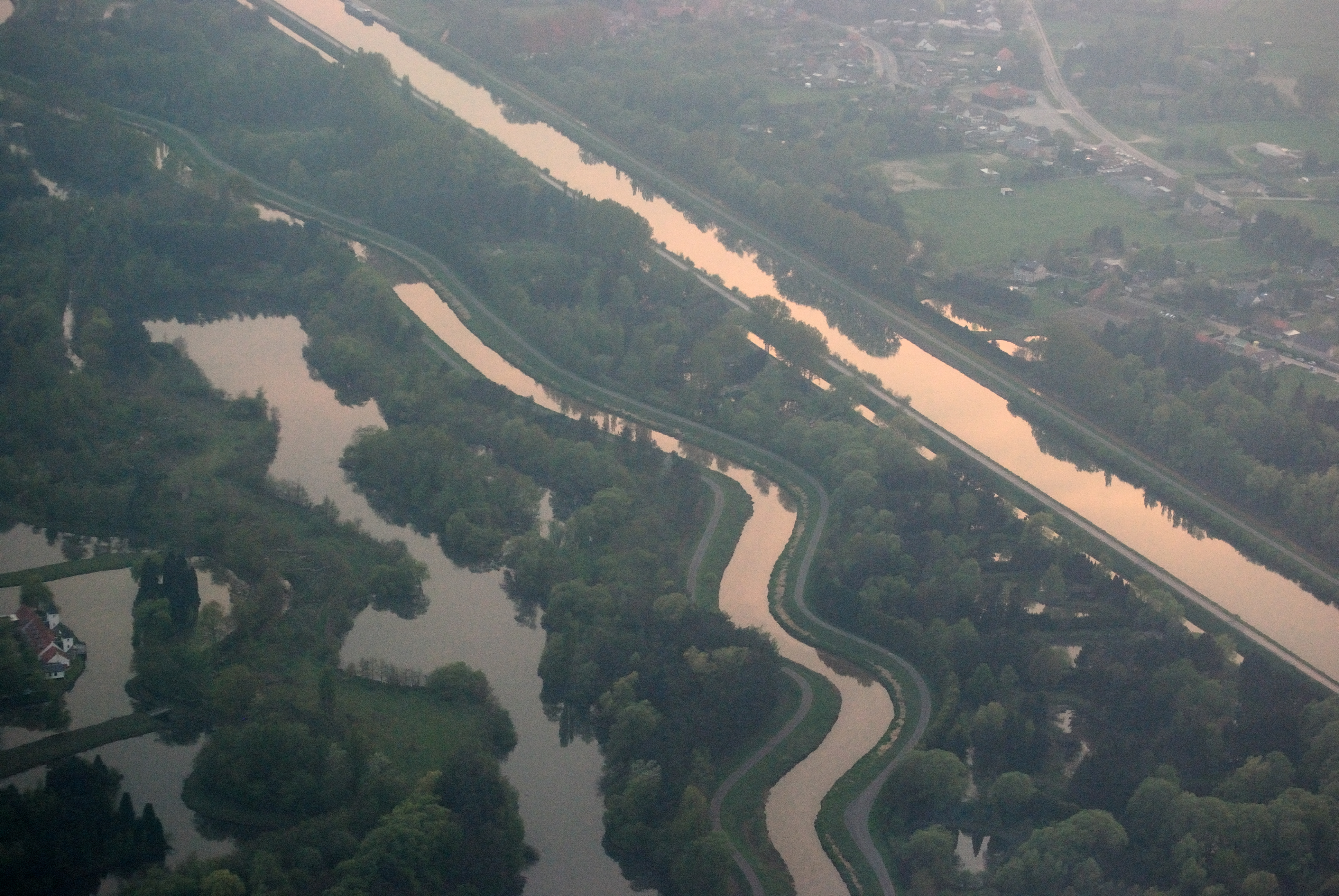
De Nieuwe Bollaak is de dunne rechte waterloop tussen de kronkelende Kleine Nete en het rechte Netekanaal in Emblem

De Molenbeek-Bollaak is een zijrivier van de Kleine Nete in het stroomgebied van de Schelde, in de Belgische provincie Antwerpen. De verschillende bovenlopen van de Molenbeek bevinden zich op het grondgebied van de gemeenten Malle, Rijkevorsel, Beerse en Lille. De hoofdtak loopt verder langs Vorselaar en Zandhoven en doorkruist enkele ecologisch waardevolle natuurgebieden. Nabij het gehucht Vierseldijk stroomt de Molenbeek langs de Hofmolen om even verder onder het Albertkanaal te duiken.
Ter hoogte van het natuurgebied Viersels Gebroekt  wordt de Molenbeek aan een netwerk van beken en zijarmen gevoed door de Tappelbeek en de Kleine Beek.  Enkele kilometers verder maakt de waterloop een duik onder het Netekanaal, waarmee ze even parallel stroomt tot aan haar monding in de Kleine Nete op de grens van de gemeenten Nijlen en Ranst.